# Женские псевдонимы в римской поэзии
Женские псевдонимы в римской поэзии — вымышленные имена, под которыми древнеримские поэты-элегики на рубеже I тыс. до н. э. — I тыс. н. э. традиционно воспевали своих возлюбленных.
Набор этих имен оказал большое влияние на именослов поэзии Нового времени, авторы которого часто использовали имена этих римлянок в своих произведениях.

## Характеристика
Подлинные имена женщин, скрытых своими возлюбленными под псевдонимами, по большей части нам известны из оправдательной речи Апулея «Апология, или о магии», который приводил в пример авторов предыдущих поколений:
«Вот в чём, оказывается, состоит мое преступление, Клавдий Максим: в венках да песенках — точно как у распоследнего гуляки! Ты наверняка заметил, как меня корили тут даже тем, что я называю этих мальчиков Харином и Критием, хотя на самом деле их-де звать иначе. Верно, но тогда пусть винят заодно и Гая Катулла, ибо он именует свою Клодию Лесбией, а ещё Тициду, ибо он в писаниях своих зовет Периллой Метеллу, а кстати и Проперция, который скрывает Гостию и говорит о Кинфии, и Тибулла за то, что на уме у него Плания, а в стихах Делия».
Об этом же пишет Овидий: 
Вспомним и книги стихов, где то воспевают Периллу,
То Метеллою вдруг верно её назовут.
(«Скорбные элегии», II, 433 сл.)
Традиция использовать вымышленное имя возлюбленной вместо настоящего была достаточно распространена. «Это был поэтический этикет: вымышленными именами пользовались, во-первых, чтобы не сглазить, а во-вторых, чтобы не скомпрометировать воспеваемое лицо. И это была психологическая игра с самим собой: она подчеркивала, что поэзия и жизнь — вещи разные и что в стихах поэт пишет не столько о том, что с ним было, сколько о том, что он хотел бы, чтобы с ним было», указывает Михаил Гаспаров. Этикет требовал, чтобы римские поэты воспевали любовниц под условными именами, а жен под настоящими — так, поэт Лициний Кальв свою жену Квинтилию не переименовывал.
Относительно конструирования этих псевдонимов Федор Корш указывает: «Римские поэты выбирали для своих возлюбленных псевдонимы во столько же слогов и с таким же распределением долгот, как подлинное имя, и начинающаяся гласной или согласной в зависимости от него же». То есть псевдонимы были «метрическими эквивалентами» подлинных имен. Это сходство слогов, как считается, первым отметил Ричард Бентли в начале XVIII века.
В 1950-х годах Аллен поставил под сомнение эту однозначную идентификацию элегических "муз" с конкретными римлянками, как ставя под сомнение искренность этих явно романтических поэтов-любовников, так и показав, что имена любовниц представляют собой разные женские персонификации Аполлона.
Филологи и латинисты рассматривают концепцию этих женщин-муз совокупно, задаваясь вопросом, насколько они в действительности были вдохновлены реальными женщинами, а насколько являются вымышленными поэтическими конструктами — изысканными красавицами, умелыми в любви, достаточно образованными, чтобы понимать их поэзию. Этих полувымышленных «муз» обозначают терминами — docta puella, scripta puella, elegiac puella.

## Список
| Поэт          | Псевдоним                 | Настоящее имя                                                  | Значение имени | История |
| ------------- | ------------------------- | -------------------------------------------------------------- | --- | --- |
| Гораций       | Гликера (Glycera)         |                                                                | греч. Γλυκερα — сладкая; имя, популярное у греческих гетер                                                               | (Hor. Carm. i. 19. 30. iii. 19.29.) |
| Тибулл        | Делия(Delia)              | Плания                                                         | От острова Делос, то есть эпитет Артемиды. Также греческое прилагательное δῆλος можно перевести на латынь словом planus. | Ей адресованы первые шесть элегий 1-й книги элегий Тибулла. Роман начался до его отъезда из Рима в Аквитанию. Но Делия, видимо, изменила ему во время его отсутствия в Риме. По возвращении из Керкиры он нашёл её больной и ухаживал за ней с нежной заботой (I, 5) и надеялся убедить её удалиться с ним в деревню. Затем, судя по всему, дорогу поэту переходит более богатый новый любовник, а затем новый муж. |
| Варрон        | Левкадия (Leucadia)       |                                                                | От острова Левкада, где у его мыса Левката находилось святилище Аполлона. С этого мыса бросилась в море Сапфо.           | |
| Катулл        | Лесбия                    | Клодия — вероятно Клодия Пульхра Терция                        | От острова Лесбос, в подражание Сапфо                                                                                    | См. статью Лесбия. |
| Гораций       | Лидия (Lidia, Lydia)      | неизвестно                                                     | | Четыре оды к Лидии охватывают неизвестный отрезок времени, поскольку в них она превращается из молодой девушки в пожилую женщину (хотя это может быть аллегорией). Отношение поэта к Лидии варьируется от открытого восхищения через безумное увлечение до явно жестокого сарказма и окончательного примирения. |
| Корнелий Галл | Ликорида (Lycoris)        | Киферида — актриса Волумния Киферида (Volumnia Cytheris)       | | |
| Проперций     | Кинфия / Цинтия (Cynthia) | Гостия                                                         | От горы Кинф на острове Делос, где родился Аполлон и Артемида. "Кинфия" было эпитетом Артемиды.                          | |
| Овидий        | Коринна                   |                                                                | От греческого «кора» — девушка, также существовала греческая поэтесса Коринна                                            | |
| Лигдам        | Неэра (Neaera)            |                                                                | Имя мелких персонажей греческой мифологии                                                                                | |
| Тибулл        | Немезида                  | вероятно — Гликера (Glycera), если верить упоминанию у Горация | Имя древнегреческой богини возмездия                                                                                     | Следующая любовница Тибулла после Делии, ей посвящена вторая книга его элегий. |
| Тицида        | Перилла                   | Метелла, предположительно — Цецилия Метелла Целера             | возможно, образовано благодаря игре слов по-гречески: «мета / пери»                                                      | Возможно, эту же женщину воспевает Меммий. |
| Гораций       | Хлоя (Cloe, Chloe)        |                                                                | заимствовано из греческой поэзии                                                                                         | |